# Dírná (zámek)
Zámek Dírná je barokní budova s mansardovou střechou, vzniklá několika přestavbami na místě středověké tvrze. Nachází se na jihovýchodním okraji obce Dírná přibližně 9 km východně od Soběslavi a je majetkem Vratislavů z Mitrovic. Od roku 1963 je kulturní památkou.

## Historie
Původní tvrz byla vybudována pravděpodobně okolo poloviny 14. století (první zprávy o vsi Dírné pocházejí z roku 1354, kdy jsou zmiňováni bratři Oldřich, řečený Pluh z Dírného, a Jošt) a byla pak několikrát přestavována.
Po roce 1618 získal Dírnou jako dědictví rod Vratislavů. V roce 1624 ji odkoupil od svých příbuzných Kryštof Vratislav z Mitrovic a když v roce 1636 tvrz vyhořela, nechal ji přestavět na renesanční zámek. V letech 1757–1759 byl zámek barokně přestavěn Františkem Adamem Vratislavem z Mitrovic (1732–1788).
V padesátých letech 20. století byl Vratislavům zámek zkonfiskován; stal se pak majetkem strojírenského podniku ČKD Dukla a byl využíván jako pionýrský tábor. V roce 1990 byl celý areál restituován a Maxmilián Josef Wratislav nechal v letech 1994–1995 zámek renovovat. Budovy byly upraveny na penzion, takže zámek není běžně přístupný.

## Popis
Celý areál zámku je situován nad západním břehem Zámeckého rybníka. Hlavní budova zámku je dvoupatrová, s nepravidelným šestiúhelníkovým půdorysem. Má mansardovou střechu a lucernovitou vížku; uvnitř jsou dochované i středověké části původní tvrze včetně některých nosných konstrukcí a ve skále vysekaných částí. K budově přiléhá i krajinářský park (založený v letech 1759–1761) s oborou a terasovitou zahradou.
K areálu patří i další části: hospodářský dvůr a úřednický dům, špýchar (s dochovanou vnitřní dřevěnou nosnou konstrukcí, včetně vyřezávaných sloupů a částí barokního krovu), hospodářská zahrada, mlýn a pivovar.